# Szellemes nővérke
A Szellemes nővérke (hangul: 보건교사 안은영, RR: Bogeongyosa An Eunyeong, ’Pogongjosza An Unjong’) Csong Szerang (정세랑, Jeong Serang) azonos című regényéből készült dél-koreai televíziós sorozat, melyet a Netflix mutatott be 2020. szeptember 25-én, magyar felirattal is.

## Cselekmény
An Unjong (An Eun-yeong) iskolai nővér, egy gimnáziumban dolgozik, ahol furcsa dolgok történnek. Unjong (Eunyeong) maga sem átlagos, különleges képességei vannak. Látja a szellemeket, és úgynevezett „zseléket”. A zselé olyan anyag, amit az emberi érzelmek, vágyak hagynak maguk után, és gyakran össze is köti az embereket. A zselék egy része jó, más részük viszont szörnyeteggé képes alakulni. Unjong (Eunyeong) a veszélyes zselék ellen küzd, és egy nap csatlakozik hozzá az iskola alapítójának unokája, Hong Inphjo (Hong In-pyo), akinek különlegesen pozitív aurája van, emiatt a zselék nem tudnak neki ártani.

## Szereplők
- Csong Jumi (Jeong Yu-mi) mint An Unjong (An Eun-yeong), iskolai nővér
- Nam Dzsuhjok (Nam Ju-hyeok) mint Hong Inphjo (Hong In-pyo), handzsa írást oktató tanár
- Mun Szori (Mun So-ri) mint Hvaszu (Hwa-su), akupunktőr, Unjong (Eunyeong) barátja
- Teo Yoo: Mackenzie, angoltanár

## Háttér
A forgatás 2019 közepén zajlott, a forgatókönyvet a Csong Szerang (Jeong Serang), az eredeti regény írónője, valamint a rendező I Gjongmi (Lee Gyeongmi) írta. A sorozatot a Netflix számára a KeyEast leányvállalata, az Oh! Boy Project (Hwarang: The Poet Warrior Youth, My Cute Guys) gyártotta le.